# Anodonthyla hutchisoni
Espèce
Statut de conservation UICN

 EN B1ab(iii) : En danger
Anodonthyla hutchisoni est une espèce d'amphibien de la famille des Microhylidae.

## Répartition
Cette espèce est endémique de Madagascar. Elle se rencontre entre 10 et 780 m d'altitude sur la côte Ouest de la péninsule de Masoala,.

## Étymologie
Cette espèce est nommée en l'honneur de Victor Hobbs Hutchison (1931-), professeur émérite de Zoologie à l'université d'Oklahoma, en reconnaissance de sa carrière et de son importante contribution à la compréhension de la biologie herpétologique.

## Publication originale
- Fenolio, Walvoord, Stout, Randrianirina & Andreone, 2007 : A new tree hole breeding Anodonthyla (Chordata: Anura: Microhylidae: Cophylinae) from low-altitude rainforests of the Masoala Peninsula, northeastern Madagascar. Proceedings of the Biological Society of Washington, vol. 120, no 1, p. 86–98 (texte intégral).